# Kurt Felix
Kurt Felix (Saint George's, 4 luglio 1988) è un multiplista grenadino.

## Biografia
Fratello maggiore del decatleta Lindon Victor, ha gareggiato per l'Università statale di Boise nei campionati NCAA. Ha rappresentato Grenada internazionalmente a partire dal 2004 ai Giochi CARIFTA e successivamente, a livello seniores, dal 2008 con la partecipazione ai Campionati panamericani di prove multiple di Santo Domingo. Ha preso parte, inoltre, a due edizioni consecutive dei Giochi olimpici, a diverse edizioni dei Mondiali e due edizioni dei Giochi del Commonwealth, manifestazione in cui ha vinto una medaglia di bronzo nel 2014.

## Palmarès
| Anno | Manifestazione              | Sede           | Evento                 | Risultato | Prestazione | Note |
| ---- | --------------------------- | -------------- | ---------------------- | --------- | ----------- | ---- |
| 2004 | Giochi CARIFTA U17          | Hamilton       | Salto in alto          | Bronzo    | 1,80 m      |      |
| 2004 | Giochi CARIFTA U17          | Hamilton       | Lancio del giavellotto | Oro       | 50.29 m     |      |
| 2006 | Giochi CARIFTA U20          | Les Abymes     | Eptathlon              | Bronzo    | 4311 p.     |      |
| 2006 | Campionati CAC juniores U20 | Port of Spain  | Salto in alto          | 9º        | 1,90 m      |      |
| 2006 | Campionati CAC juniores U20 | Port of Spain  | Lancio del giavellotto | 5º        | 54,49 m     |      |
| 2007 | Giochi CARIFTA U20          | Providenciales | Lancio del giavellotto | 4º        | 56,65 m     |      |
| 2007 | Giochi CARIFTA U20          | Providenciales | Eptathlon              | Oro       | 4675 p.     |      |
| 2010 | Giochi CAC                  | Mayagüez       | Lancio del giavellotto | 7º        | 64,54 m     |      |
| 2010 | Giochi CAC                  | Mayagüez       | Eptathlon              | 5º        | 7144 p.     |      |
| 2010 | Giochi del Commonwealth     | Nuova Delhi    | Decathlon              | 11º       | 7121 p.     |      |
| 2012 | Giochi olimpici             | Londra         | Decathlon              | dnf       | dnf         |      |
| 2013 | Mondiali                    | Mosca          | Decathlon              | dnf       | dnf         |      |
| 2014 | Giochi del Commonwealth     | Glasgow        | Decathlon              | Bronzo    | 8070 p.     |      |
| 2014 | Giochi CAC                  | Veracruz       | Lancio del giavellotto | 9º        | 58,55 m     |      |
| 2015 | Giochi panamericani         | Toronto        | Decathlon              | Argento   | 8269 p.     |      |
| 2015 | Mondiali                    | Pechino        | Decathlon              | 8º        | 8302 p.     |      |
| 2016 | Mondiali indoor             | Portland       | Eptathlon              | 6º        | 5986 p.     |      |
| 2016 | Campionati OECS             | Road Town      | Salto in lungo         | 4º        | 7,26 m      |      |
| 2016 | Giochi olimpici             | Rio de Janeiro | Decathlon              | 9º        | 8323 p.     |      |
| 2017 | Campionati OECS             | Saint George's | Salto in lungo         | Oro       | 7,47 m      |      |
| 2017 | Campionati OECS             | Saint George's | Salto in alto          | Bronzo    | 2,03 m      |      |
| 2017 | Campionati OECS             | Saint George's | Lancio del disco       | 4º        | 46,25 m     |      |
| 2017 | Mondiali                    | Londra         | Decathlon              | 7º        | 8227 p.     |      |
| 2018 | Mondiali indoor             | Birmingham     | Eptathlon              | dnf       | dnf         |      |
| 2018 | Giochi del Commonwealth     | Gold Coast     | Decathlon              | 4º        | 7756 p.     |      |
| 2019 | Giochi panamericani         | Lima           | Decathlon              | dnf       | dnf         |      |
| 2022 | Giochi del Commonwealth     | Birmingham     | Decathlon              | 4º        | 7787 p.     |      |